# (5475) Hanskennedy
(5475) Hanskennedy es un asteroide que forma parte del cinturón interior de asteroides descubierto el 26 de agosto de 1989 por Robert H. McNaught desde el Observatorio de Siding Spring, Nueva Gales del Sur, Australia.

## Designación y nombre
Designado provisionalmente como 1989 QO. Fue nombrado Hanskennedy en honor a Hans D. Kennedy, astrónomo holandés-australiano que se ha especializado en fotometría de estrellas binarias eclipsantes. Fundó, desarrolló y operó varias instalaciones de observatorios utilizadas para fotometría de precisión.

## Características orbitales
Hanskennedy está situado a una distancia media del Sol de 1,917 ua, pudiendo alejarse hasta 2,148 ua y acercarse hasta 1,686 ua. Su excentricidad es 0,120 y la inclinación orbital 24,15 grados. Emplea 970,201 días en completar una órbita alrededor del Sol.

## Características físicas
La magnitud absoluta de Hanskennedy es 15,1.